# Ardices canescens
Espèce
Synonymes
- Spilosoma canescens (Butler, 1875)

Ardices canescens est une espèce de lépidoptères (papillons) de la famille des Erebidae et de la sous-famille des Arctiinae. 
Elle vit en Australie.
Sa chenille se nourrit notamment de Bidens pilosa, Helianthus annuus, Taraxacum officinale, Alcea rosea, Rosa odorata et de certains Plantago.

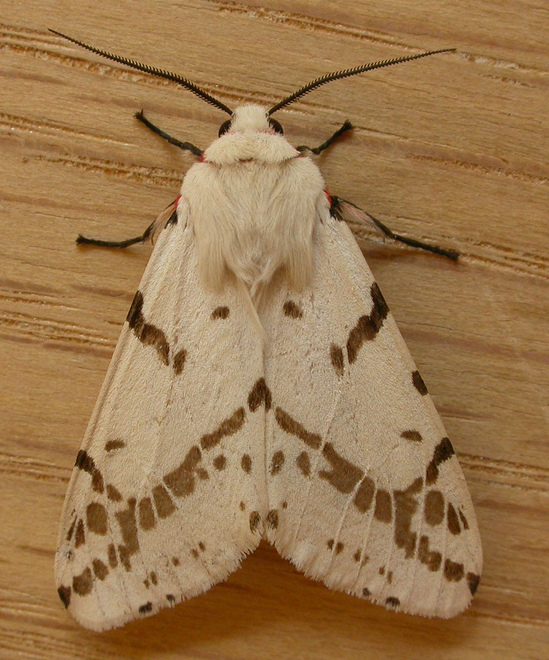
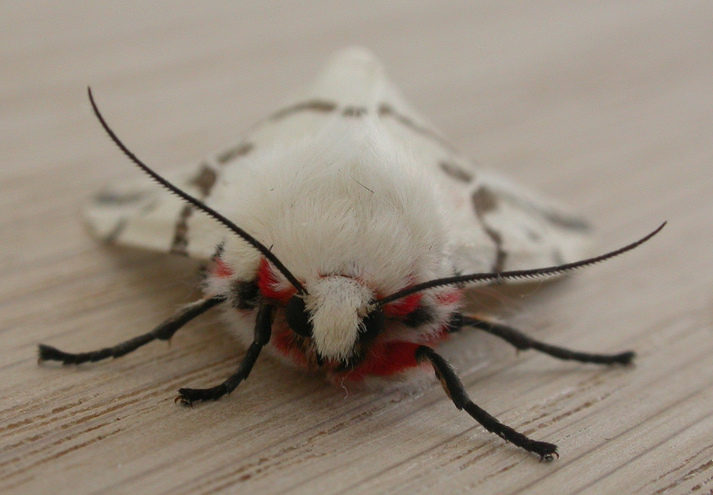
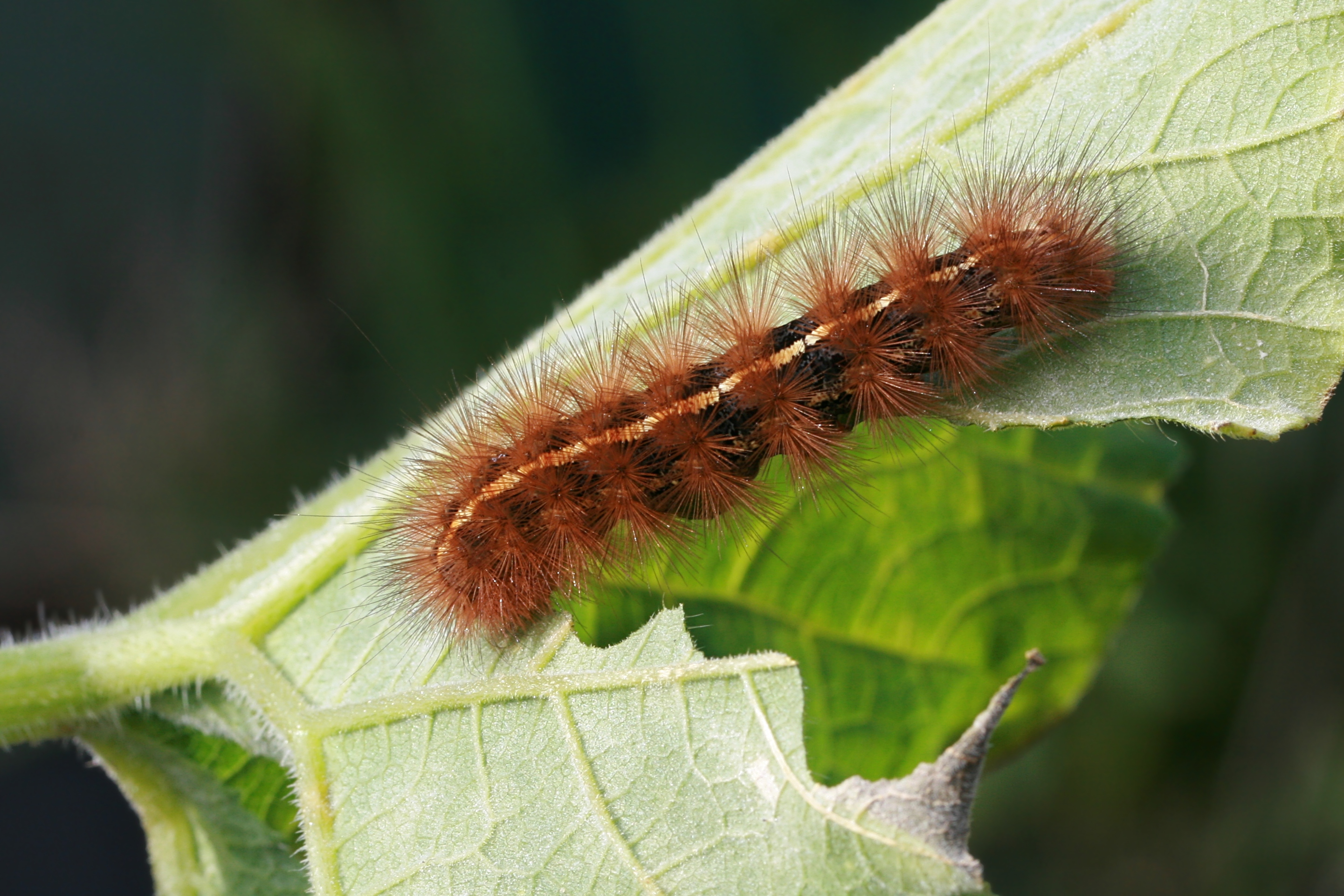